# Amicite
L'amicite est un minéral silicaté de la famille des zéolithes. Sa formule générale est K2Na2Al4Si4O16·5(H2O). L'amicite a été décrite en 1979 à partir de spécimens obtenus à la carrière Höwenegg à Immendingen, dans le Hegau, en Bade-Wurtemberg, qui est par conséquent sa localité type. Le nom est en l'honneur de Giovanni Battista Amici (1786 - 1863), botaniste, physicien, opticien et inventeur d'éléments optiques de microscope. Son symbole IMA est Ami.

## Structure et propriétés optiques
L'amicite est monoclinique, c'est-à-dire que sa maille cristallographique présente trois axes de longueur inégale dont deux des axes ont une relation angulaire de 90 degrés et est inférieure à 90° pour le dernier. L'amicite est également pseudotétragonale avec a = 10,23, b = 10,43, c = 9,88 et d = 89°, et appartient au groupe d'espace I2. Elle se présente sous forme de petits cristaux incolores, formés par les prismes rhombiques {110} et {001}, combinés de telle manière que le cristal semble être une dipyramide. 
Ce minéral a comme propriété optique d'être anisotrope biaxe, la vitesse de la lumière variant en fonction de la direction à travers le minéral, et aussi de présenter une double réfraction. L'indice de réfraction, rapport géométrique de l'angle de la lumière entrant dans le cristal (angle d'incidence) sur l'angle auquel la lumière est courbée lorsqu'elle pénètre dans le cristal (angle de réfraction), peut être décrit mathématiquement comme n=vitesse de la lumière dans le vide sur la vitesse de la lumière dans le minéral. Ses trois indices de réfraction sont na=1,485, nb=1,490, nc=1,494 et sa biréfringence (différence entre l'indice de réfraction le plus élevé et le plus bas) est de 0,009.
Les utilisations commerciales des minéraux zéolithiques sont fonction de leurs trois propriétés distinctes : absorption, échange d'ions et catalyse. Les zéolithes sont également connues pour leur capacité à absorber et à perdre de l'eau sans aucun effet sur sa structure cristalline.

## Gisements
L'amicite est un minéral très rare, récolté seulement à quatre endroits dans le monde : en Allemagne, sa localité-type, en Russie, dans les mines Vostochnyi et Kirovskii dans le massif de Chibiny, dans la région de Mourmansk, d'où proviennent les plus gros cristaux connus, et aussi dans la carrière de Las Urracas, sur le volcan El Arzollar, Campo de Calatrava, à Ciudad Real en Espagne. En plus d'être mal répartie, elle est très rare dans les sites cités.